# إعلان بانمونجوم

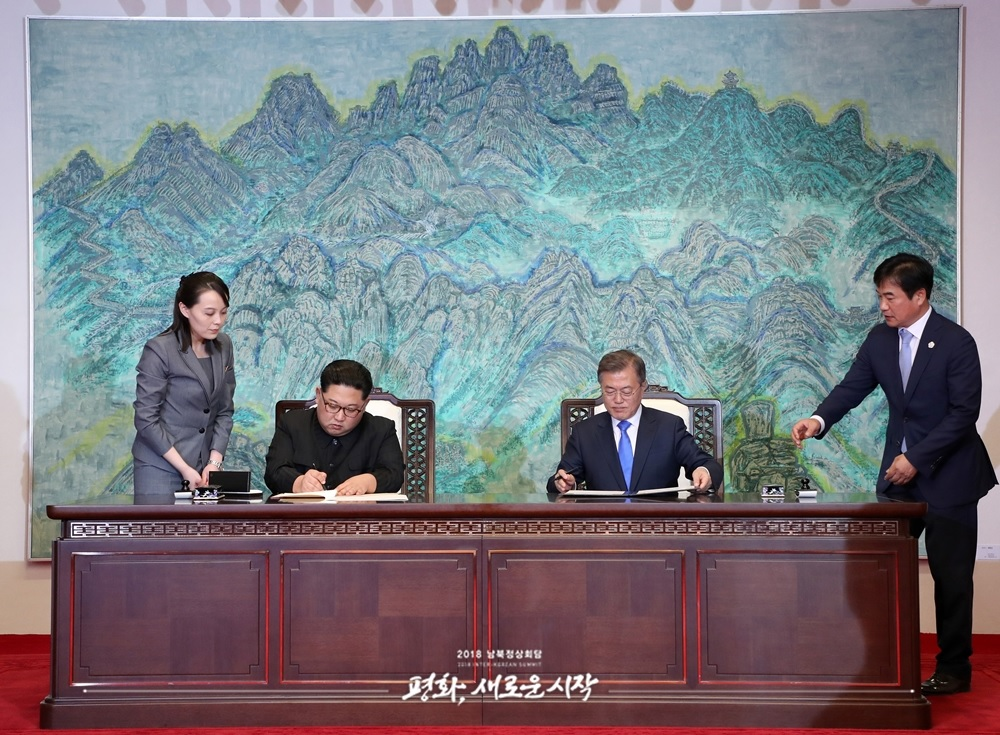
مون جاي إن وكيم جونغ أون يوقعان إعلان بانمونجوم

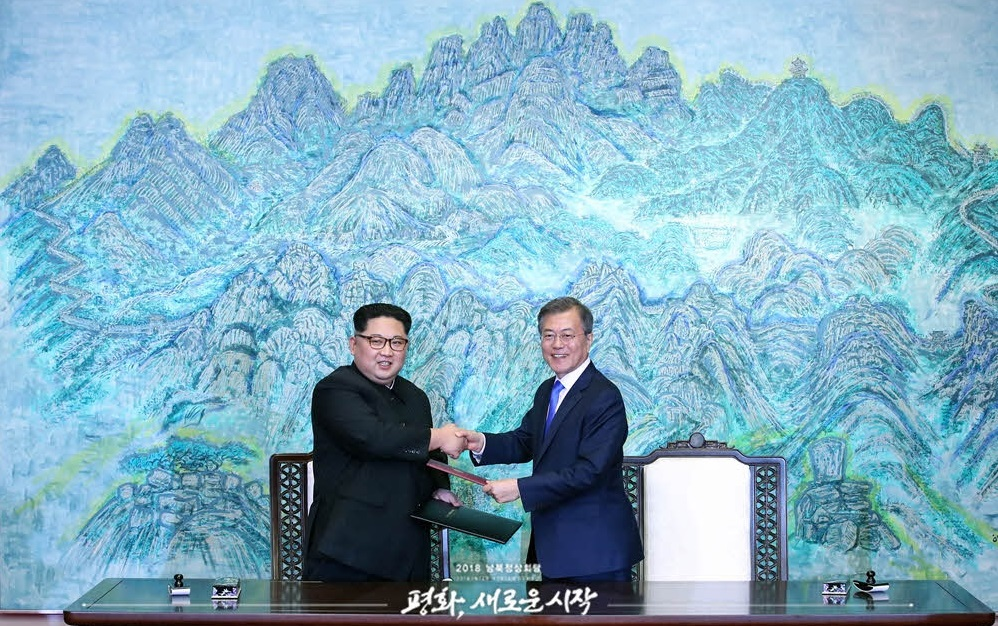
مون جاي إن وكيم جونغ أون يعقدان إعلان بانمونجوم

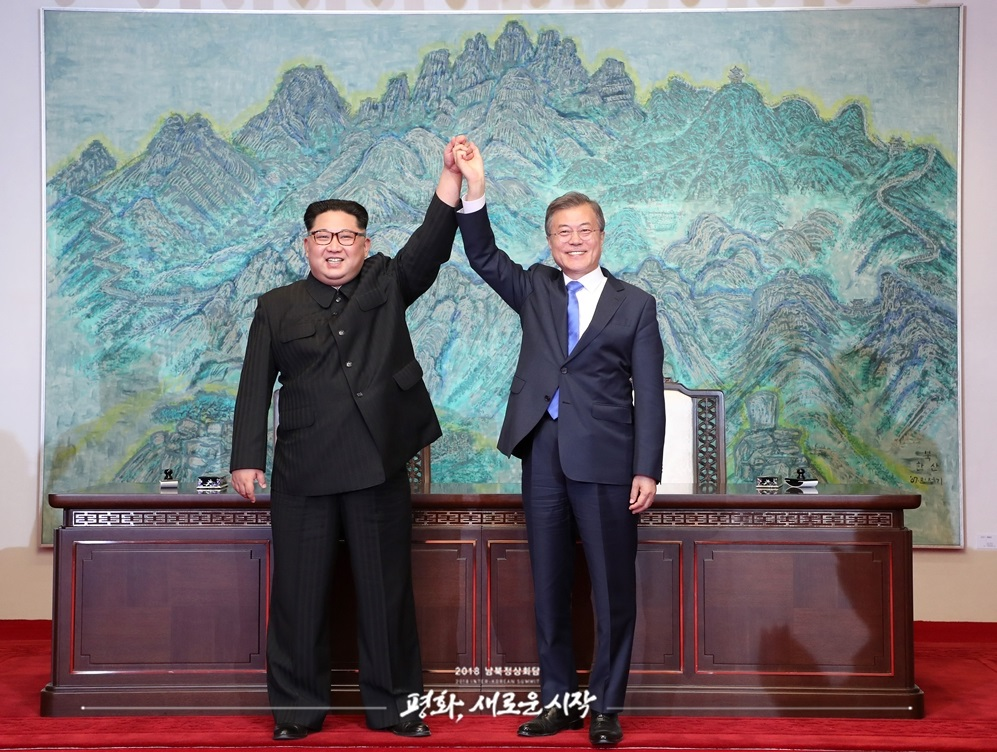
مون جاي ويونغ أون بعد توقيع إعلان بانمونجوم

إعلان بانمونجوم هو إعلان من أجل السلام والازدهار والتوحيد في شبه الجزيرة الكورية تم تبنيه بين كيم جونغ أون الزعيم الأول لجمهورية كوريا الديمقراطية الشعبية الشمالية ورئيس كوريا الجنوبية مون جاي إن في 27 أبريل 2018 خلال قمة الكوريتين عام 2018 حول الجانب الكوري الجنوبي من دار السلام في المنطقة الأمنية المشتركة.
وفقاً للإعلان، اتفق قادة كوريا الشمالية والجنوبية على العمل معاً لإنهاء الحرب الكورية والصراع الكوري، وبدء عهد جديد من السلام ومشاركة الالتزامات في إنهاء الانقسامات والمواجهة من خلال الاقتراب من حقبة جديدة من المصالحة الوطنية والسلام والازدهار والتحسينات في العلاقات بين الكوريتين.
يتضمن هذا الإعلان نزع السلاح النووي من شبه الجزيرة الكورية.

## ملخص الإعلان
يوجد النص الكامل لهذا المقال في إعلان بانمونجوم.
«وخلال هذه الفترة الهامة من التحول التاريخي في شبه الجزيرة الكورية، مما يعكس التطلع الدائم للشعب الكوري من أجل السلام والازدهار وإعادة التوحيد، لذلك عقد الرئيس مون جاي إن - من جمهورية كوريا الجنوبية والرئيس كيم جونغ أون من لجنة شؤون الدولة عقدت جمهورية كوريا الديمقراطية الشعبية اجتماع قمة بين الكوريتين في "دار السلام" في بانمونجوم في 27 أبريل عام 2018.».
أعلن الزعيمان رسميا أمام الشعب الكوري البالغ عدده 80 مليونا وكذا العالم بأسره أنه لن تكون هناك حرب أخرى على شبه الجزيرة الكورية، وبالتالي بدء عهد جديد من السلام.